# Галузевий державний архів Служби безпеки України
Галузевий Державний архів Служби безпеки України (ГДА СБ України) — архів матеріалів органів державної безпеки УРСР та України, створений при Службі безпеки України.

## Історія
Архів створено 1 квітня 1994 року на базі архівних фондів органів державної безпеки УРСР та України. Користувачами архіву (близько 100 осіб при 1000 відвідувань на рік) підготовлено десятки монографічних та дисертаційних досліджень, статей, публіцистичних виступів.
З 1994 року Служба безпеки України спільно з Державним комітетом архівів України, Інститутом історії України НАН України та Всеукраїнською спілкою краєзнавців стала засновником і бере безпосередню участь у виданні науково-документального журналу «З архівів ВУЧК–ГПУ–НКВД–КГБ» (зареєстрований ВАК при Кабміні України як наукове фахове видання з історичних наук).
Провідними науково-публікаторськими партнерами архіву є Інститут історії України, Інститут політичних і етнонаціональних досліджень імені І. Ф. Кураса НАН України, Інститут української археографії та джерелознавства імені М. С. Грушевського НАН України, Національна академія Служби безпеки України.
При ГДА СБ України діють науково-методична рада та експертно-перевірна комісія, членами яких є провідні фахівці архіву, інститутів НАН України, Державного комітету архівів України.
У ГДА СБ України сформовано 82 фонди, які нараховують близько 350 тисяч одиниць зберігання. Найбільш ранні з них датуються 1918 р., з часу створення Всеукраїнської надзвичайної комісії. Водночас, в архівних справах зустрічаються окремі документи і дореволюційної доби.
До послуг громадян у ГДА СБ України функціонує читальний зал.

## Фонди
- 85 фондів, понад 223 тисячі одиниць збирання за 1918–2014 роки
- 41 од. зб. кінодокументів

До основних документальних масивів ГДА СБУ належать:
- нормативно-правові та розпорядчі документи органів держбезпеки СРСР та УРСР;
- інформаційно-аналітичні документи, створені для вищих органів влади та управління, в яких містяться узагальнені відомості про державно-політичне, соціально-економічне, культурне й духовне життя України, громадсько-політичну діяльність закордонних українців;
- статистичні зведення про результати оперативно-розшукової та слідчої діяльності радянських органів держбезпеки;
- документи політичних організацій та збройних формувань українського визвольного руху;
- архівні кримінальні справи на репресованих у 1920-ті — 1950-ті роки відомих діячів української державності, науки, освіти, культури, мистецтва, церкви, а також представників радянського партійно-державного керівництва республіки;
- документи про діяльність органів держбезпеки під час Другої світової війни (1939–1945 рр.);
- документи, що характеризують організаційну побудову, напрями діяльності та конкретні акції спецслужб іноземних держав проти СРСР;
- оперативно-розшукові й особові справи колишніх співробітників органів безпеки, військовослужбовців понадстрокової служби та вільнонайманих працівників;
- агентурні справи.

## Керівники
- Пшенніков Олександр Михайлович (1994–2003)
- Богунов Сергій Миколайович (2003–10.2008)
- В'ятрович Володимир Михайлович (10.2008–03.2010)
- Кокін Сергій Анатолійович
- Лясковська Світлана Петрівна (12.2011–03.2014)[1]
- Кулик Ігор Михайлович (03.2014–11.2015)
- Когут Андрій Андрійович (з 12.2015)

## Адреса для листування
- 01601, м. Київ 1, вул. Малопідвальна, 16